# Brzezin
Brzezin (deutsch Briesen) ist ein Dorf in der Woiwodschaft Westpommern in Polen. Es gehört zur Gmina Pyrzyce (Gemeinde Pyritz) im Powiat Pyrzycki (Pyritzer Kreis).

## Geographische Lage
Das Dorf liegt in Hinterpommern, etwa 35 Kilometer südöstlich von Stettin und etwa 4 Kilometer nördlich der Kreisstadt Pyritz. Das nächste Nachbardorf ist Ryszewo (Groß Rischow), das sich im Nordosten anschließt. 

## Geschichte
In Ludwig Wilhelm Brüggemanns Ausführlicher Beschreibung des gegenwärtigen Zustandes des Königlich Preußischen Herzogtums Vor- und Hinterpommern (1784) ist Briesen „zur Linken des Weges von Pyritz nach Stargard“ aufgeführt. Damals gab es hier neun Bauern, fünf Kossäten, ein Schulhaus, einen Pfarrbauern („Predigercolonus“) und einen Schmiede, welche der Gemeinde gehörte, insgesamt 27 Haushaltungen („Feuerstellen“). Die Dorfkirche war eine Filialkirche der Kirche in Strohsdorf. Das Dorf gehörte zum Amt Pyritz.
Bis 1945 bildete Briesen eine Gemeinde im Kreis Pyritz der Provinz Pommern. Zur Gemeinde gehörte auch der Wohnplatz Alte Zuckerfabrik.
Nach dem Zweiten Weltkrieg kam Briesen, wie alle Gebiete östlich der Oder-Neiße-Grenze, an Polen. Die Bevölkerung wurde vertrieben. Der Ortsname wurde zu „Brzezin“ polonisiert.

## Entwicklung der Einwohnerzahl
- 1867: 256 Einwohner[3]
- 1871: 237 Einwohner[3]
- 1925: 251 Einwohner[2]